# Turany
Turany és un poble i municipi d'Eslovàquia que es troba a la regió de Žilina, al centre-nord del país. És documentat per primera vegada el 1341.

## Demografia
| Godina             | 1994 | 2004   | 2014   | 2024   |
| ------------------ | ---- | ------ | ------ | ------ |
| Nombre de persones | 4630 | 4406   | 4332   | 4085   |
| Diferència         |      | −4,83% | −1,67% | −5,70% |

| Godina             | 2023 | 2024   |
| ------------------ | ---- | ------ |
| Nombre de persones | 4107 | 4085   |
| Diferència         |      | −0,53% |